# مسابقة الأغنية الأوروبية 2012
مسابقة الأغنية الأوروبية لعام 2012 أي مسابقة يوروفيجن للأغاني (بالإنجليزية: Concours Eurovision de la chanson 2012)‏
هي مسابقة الأغنية الأوروبية السنوية السابعة والخمسين، أقيم المهرجان في باكو، عاصمة أذربيجان. وأقيم دور نصف النهائي يومي 22 و 24 مايو 2012، بينما أقيمت المباراة النهائية في 26 مايو 2012 في قاعة Baku Crystal Hall المصممة لهذه المناسبة. يشارك 42 دولة في المسابقة. يعود الجبل الأسود بعد مشاركته للمرة الأخيرة في عام 2009، بينما تمتنع بولندا وأرمينيا عن المشاركة.
احتجت العديد من منظمات حقوق الإنسان على الصعوبات في التعبير عن مخاوفها بشأن نظام الحكومة الأذربيجانية. لم تشارك أرمينيا في المنافسة بسبب المخاوف بشأن أمن وفدها بسبب النزاع المستمر في ناغورنو كاراباخ مع البلد المضيف.

## تاريخ
أول إنتاج له كان في عام 1956، عندما قرر اتحاد الإذاعات الأوروبية المعروف باسم «يوروفيجن» إمكانية إعادة بناء أوروبا من خلال الموسيقى، فازداد عدد المشاركين بمعدل ثلاثة أضعاف في السبعينات والثمانينات،
وفازت روسيا بالمسابقة مرة واحدة سنة 2008 بواسطة ديما بيلان بأغنية «Believe»، وكانت تلك محاولته الثانية بعد أن وصل للمرتبة الثانية بأغنية «Never Let You Go» سنة 2006، فاستضافت موسكو المسابقة سنة 2009.
في العام 2012، فازت السويدية المغربية الأصل لورين بمسابقة يوروفيجن في باكو بأذربيجان بفضل أغنية التكنو-بوب «يوفوريا». وفي سنة 2013 كان دور مدينة مالمو السويدية التي عزمت على انفاق اقل بخمسين مرة مما انفقته أذربيجان العام الماضي، حيث كلف إعادة تأهيل مدينة باكو كلفة مليار دولار (نحو 780 مليون يورو) بينما نظمت السويد الحدث بمبلغ 125 مليون كورونة (اقل من 15 مليون يورو). ولم تشارك البرتغال وبولندا وأعلنتا انسحابهما من مسابقة 2013 خوفا من تكاليف استضافة المسابقة في حالة فوزهما، وسط الأزمة الاقتصادية المخيمة على أوروبا.

## الفائزون بالمسابقة
| العام | جنسية الفائز | الأغنية             | المغني الفائز |
| ----- | ------------ | ------------------- | ------------- |
| 2012  | السويد       | Euphoria / إيوفوريا | لورين         |

## روابط خارجية
- مسابقة الأغنية الأوروبية 2012 على موقع IMDb (الإنجليزية)
- مسابقة الأغنية الأوروبية 2012 على موقع كينوبويسك (الروسية)